# Giorgi Tsjantoeria (voetballer)
Giorgi Tsjantoeria (Georgisch: გიორგი ჭანტურია) (Tbilisi, Georgië, 11 april 1993) is een voormalig Georgische profvoetballer die als aanvaller speelde.

## Spelerscarrière
Tsjantoeria werd in het seizoen 2009/10 door FC Barcelona gehuurd van FC Saboertalo uit het district Vake-Saboertalo van Tbilisi. Hij speelde in de Juvenil B en omdat hij niet definitief overgenomen werd, keerde hij in de zomer van 2010 terug bij Saboertalo.
In het seizoen 2010/11 trainde Tsjantoeria meerdere periodes mee met het eerste elftal van Vitesse. Vanwege zijn nationaliteit en leeftijd mocht hij nog niet onder contract worden genomen of aan officiële wedstrijden deelnemen. Op zijn achttiende verjaardag tekende hij een driejarig contract bij Vitesse met een optie voor nog twee jaar. Dit ging in op 1 juli 2011.
Op zondag 7 augustus 2011 maakte Tsjantoeria zijn debuut voor Vitesse in de competitiewedstrijd uit bij ADO Den Haag. Een week later maakte hij zijn eerste doelpunt in de Eredivisie, thuis tegen VVV-Venlo.
Eind december 2012 werd Giorgi voor de tweede helft van het seizoen verhuurd aan Alania Vladikavkaz. Hier debuteerde hij als invaller bij de seizoenshervatting tegen FK Rostov op 9 maart 2013. In de voorlaatste competitiewedstrijd van Alania op 19 mei 2013 krijgt hij een rode kaart waardoor hij acht wedstrijden geschorst werd. Van deze schorsing nam hij zeven wedstrijden mee naar Vitesse in het seizoen 2013/14. Op 19 februari 2014 verhuisde hij van Vitesse naar CFR Cluj. In juni van dat jaar werd hij verkocht aan Hellas Verona waarbij een verhuur aan Cluj werd overeengekomen voor het seizoen 2014/15. Eind september 2015 tekende hij een contract tot het einde van het seizoen bij MSV Duisburg, op dat moment actief in de 2. Bundesliga. In januari 2019 vertrok hij bij FK Oeral. Nadat hij een jaar zonder club zat, keerde hij in januari 2020 terug bij zijn jeugdclub FC Saboertalo. Een maand later werd zijn contract ontbonden.

## Statistieken
| Seizoen | Club                 | Wedstrijden | Goals | Competitie    |
| ------- | -------------------- | ----------- | ----- | ------------- |
| 2011/12 | Vitesse              | 25          | 4     | Eredivisie    |
| 2012/13 | Vitesse              | 1           | 0     | Eredivisie    |
| 2012/13 | → Alania Vladikavkaz | 6           | 0     | Premjer-Liga  |
| 2013/14 | Vitesse              | 8           | 1     | Eredivisie    |
| 2013/14 | CFR Cluj             | 7           | 1     | Liga 1        |
| 2014/15 | Hellas Verona        | 0           | 0     | Serie A       |
| 2014/15 | → CFR Cluj           | 22          | 4     | Liga 1        |
| 2015/16 | MSV Duisburg         | 24          | 4     | 2. Bundesliga |
| 2016/17 | FK Oeral             | 12          | 2     | Premjer-Liga  |
| 2017/18 | FK Oeral             | 18          | 3     | Premjer-Liga  |
| 2018/19 | FK Oeral             | 0           | 0     | Premjer-Liga  |
| Totaal  | Totaal               | 123         | 19    |               |

## Interlandcarrière
Tsjantoeria debuteerde op 5 maart 2014 in een vriendschappelijke wedstrijd tegen Liechtenstein voor het Georgisch voetbalelftal. Hij scoorde bij zijn debuut.
| Interlandgoals van Giorgi Tsjantoeria voor Georgië | Interlandgoals van Giorgi Tsjantoeria voor Georgië | Interlandgoals van Giorgi Tsjantoeria voor Georgië | Interlandgoals van Giorgi Tsjantoeria voor Georgië | Interlandgoals van Giorgi Tsjantoeria voor Georgië | Interlandgoals van Giorgi Tsjantoeria voor Georgië |
| No.                                                | Datum                                              | Wedstrijd                                          | Score                                              | Uitslag                                            | Competitie                                         |
| Als speler van CFR Cluj                            | Als speler van CFR Cluj                            | Als speler van CFR Cluj                            | Als speler van CFR Cluj                            | Als speler van CFR Cluj                            | Als speler van CFR Cluj                            |
| -------------------------------------------------- | -------------------------------------------------- | -------------------------------------------------- | -------------------------------------------------- | -------------------------------------------------- | -------------------------------------------------- |
| 1                                                  | 5 maart 2014                                       | Georgië – Liechtenstein                            | 1–0                                                | 2–0                                                | Vriendschappelijk                                  |